# Juan Lario Sánchez
Juan Lario Sánchez (Madrid, 5 de septiembre de 1918 - Alcalá de Henares, 24 de junio de 2000) fue un destacado piloto y militar español que luchó en la guerra civil española en defensa de la Segunda República Española, encuadrado en las Fuerzas Aéreas de la República Española. También formó parte de la Fuerza Aérea Soviética en la Segunda Guerra Mundial. Muchas fuentes le consideran el mejor as español dentro de los que participaron con el Ejército Rojo en la Segunda Guerra Mundial.

## Biografía
Juan nació en 1918 en el seno de una familia de clase media en Madrid. Su padre era maestro de obras y él mismo se convirtió delineante en la misma empresa que trabajaba su padre. Se afilió a las Juventudes Comunistas y pronto se incorporó al Partido Comunista de España.
Al comienzo de la guerra civil española, sirvió como sargento de infantería desde julio de 1936 hasta mayo del 37, cuando se alistó como voluntario en la Fuerza Aérea de la República. En ese mismo mes, marchó a la Unión Soviética para estudiar en Kirovabad (hoy Ganyá, Azerbaiyán), de donde salió el 20 de noviembre de 1937 como sargento. Después de regresar a España, se le asignó al 4.º Escuadrón de Cazas desde el 12 de enero de 1938 y el 30 de marzo de 1938 fue ascendido a teniente. En este tiempo, voló un Polikarpov I-15 y derribó siete aviones enemigos. 
Tras la caída de la República, previo paso por los campos de concentración en Francia, emigró a la Unión Soviética y llegó a Leningrado el 7 de junio de 1939. Las autoridades soviéticas le dieron la bienvenida (a Lario y a varios compañeros suyos), tras lo cual fue destinado a Járkov donde trabajó como delineante en una fábrica de maquinaria agrícola. A principios de 1941 solicitó el traslado a Moscú, donde realiza estudios de sociología, allí estaba cuando se produjo la invasión alemana de la URSS. En los primeros días de la guerra, se ofreció como voluntario para servir en el Ejército Rojo y acabó en una unidad que entrenaba a saboteadores. En 1941, fue piloto de la 283.º División Aérea, con base en el aeródromo de Bykovo y participó en la batalla de Moscú. En junio de 1942 fue enviado a Grozni, donde sirvió en la 108.º División Aérea. Posteriormente fue enviado a la 127.º División Aérea y en diciembre de 1942 participó en la batalla de Stalingrado. En 1943 participó en las hostilidades cerca de Kursk y Járkov y, a finales de año, combatió en los alrededores de Kiev. Para 1945, era comandante de escuadrón en la 348.º División Aérea, equipada con cazas Spitfires. Participó en batallas en Polonia y Alemania. Durante la batalla de Berlín realizó varios vuelos desde el aeródromo de Tempelhof. Al final de la guerra, había realizado 886 salidas de combate, participó en 97 batallas y derribó 35 aviones (veintisiete en solitario y ocho compartidos) en su cuenta personal durante todas las guerras en las que participó, convirtiéndose en uno de los pilotos españoles más exitosos.
Permaneció en la Fuerza Aérea Soviética hasta 1948, cuando todos los pilotos españoles fueron licenciados. Lario se casó con una rusa, María Lavrentieva, con quien tuvo dos hijas y juntos se trasladaron a Moscú. Allí trabajó y estudió, especializándose como traductor técnico y haciendo cursos de Ciencias Políticas y Económicas. En enero de 1957 regresó a España con su mujer y sus hijos, donde comenzó a trabajar en la fábrica ENASA de camiones Pegaso hasta su jubilación. El gobierno español le concedió el título de «coronel honorario del Real Ejército del Aire».
En mayo de 1973 quedó finalista en el concurso «Memorias de la guerra española, 1936-1939» con su libro Habla un aviador de la República que se había publicado ese mismo año. En febrero de 1976, presentó un artículo titulado Aviadores españoles en la URSS al premio ESPEJO DE ESPAÑA, instituido por Editorial Planeta quedando en tercera posición.También colaboró en numerosas ocasiones con el boletín de la Asociación de Aviadores de la República.

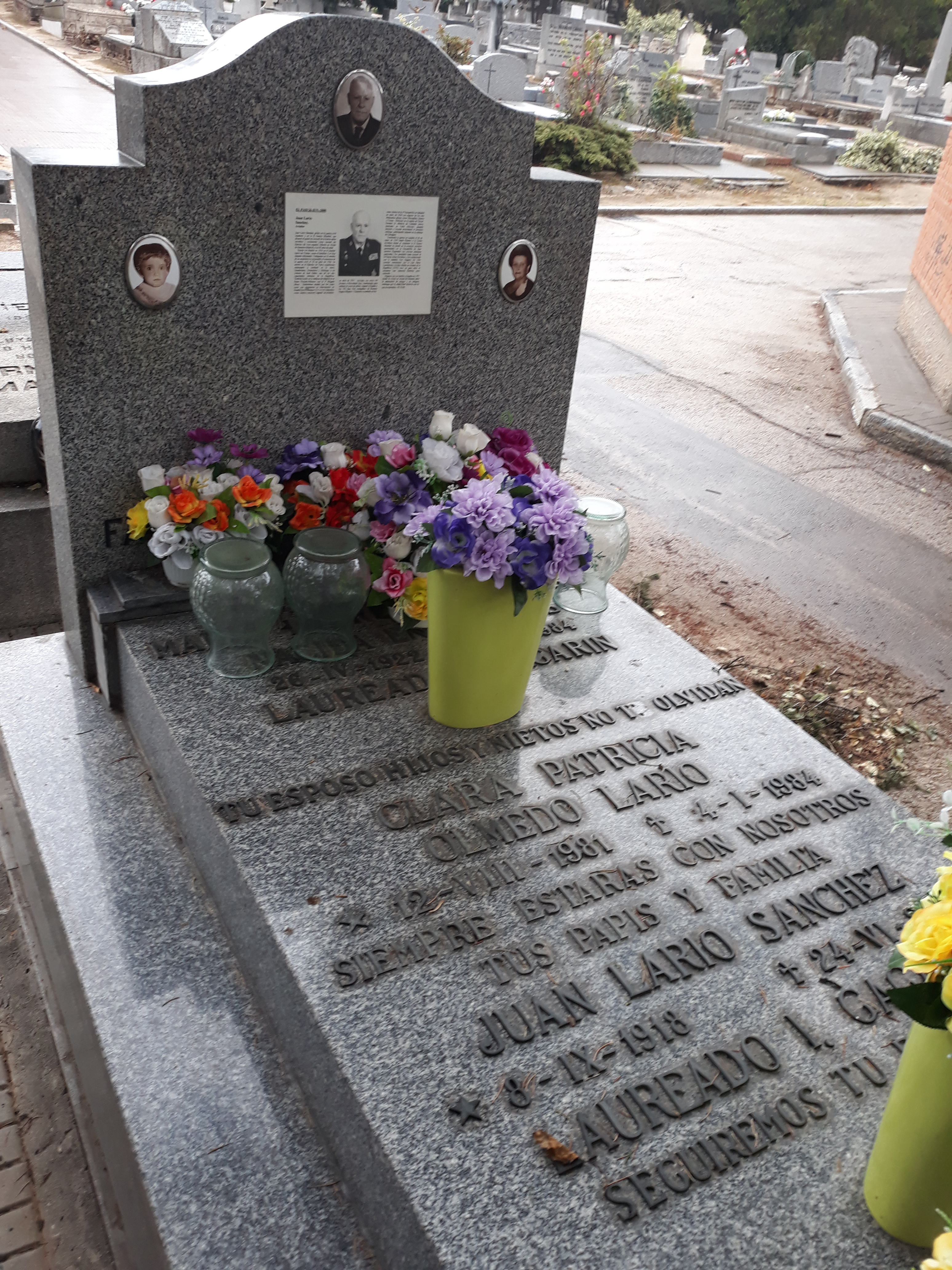
Sepultura de Juan Lario en el Cementerio Civil de Madrid

Juan Lario falleció en Alcalá de Henares el 24 de junio de 2000 a la edad de 82 años, siendo enterrado en Madrid.

## Premios y homenajes
A lo largo de su vida, recibió las siguientes condecoraciones:
- Orden de la Bandera Roja
- Orden de la Guerra Patria de 1.er y 2.do grado
- Orden de la Estrella Roja, dos veces